# Фудзивара, Норика
Норика Фудзивара (яп. 藤原 紀香 Фудзивара Норика, род. 28 июня 1971) — японская модель, актриса, сэйю, продюсер, телеведущая и медиаперсона. «Мисс Япония» 1992 года.
Получила высшее образование на филологическом факультете Женского университета Синва в Кобе по специальности «Англо-американская литература»; сертифицирована на 2-й уровень английского языка «The Society for Testing English Proficiency».

## Семья
- Отец — директор архитектурно-планового офиса
- Мать — домохозяйка
- Младший брат — моложе на 3 года
- Бывший муж — комедиан Томонори Дзиннаи (2007—2009)